# Acanthospermum hispidum
Espèce
Acanthospermum hispidum, l'Acanthosperme hispide, Herbe-savane, Herbe tricorne ou Acanthospermum hispide, est une espèce de plantes à fleurs de la famille des Asteraceae. C'est une plante annuelle originaire d'Amérique centrale et d'Amérique du Sud,,. Cette plante est citée comme une mauvaise herbe dans la culture du coton au Brésil, et elle est également utilisée comme plante médicinale. Elle est également naturalisée dans de nombreux endroits épars en Eurasie, Afrique et Amérique du Nord,,,. Elle est naturalisée en Australie et est une mauvaise herbe déclarée en Western Australia.

## Description
Acanthospermum hispidum est une herbe buissonnante, poilue, à ramifications dichotomiques et à racine pivotante. Les feuilles sont opposées, obovées ou losangiques sans pétiole. Les fleurs sont de petits capitules à fleurons jaunes situés à l'intersection des ramifications. Elles donnent des akènes, disposés en étoiles hérissés d'épines crochues et portant au sommet deux épines plus grandes et plus fortes.

## Usage traditionnel
Acanthospermum hispidum est utilisé pour les affections de la peau telles que l'eczéma, l'herpès et les plaies. Cette espèce est aussi utilisée pour les affections vaginales, la toux, les bronchites, l'asthme, la fièvre et la rétention d'eau. Ce sont les racines et les feuilles qui sont utilis&ées.

### Dangers
L'usage par voie interne est à éviter car la plante est abortive et tératogène ; elle peut provoquer des hémorragies et des atteintes graves du foie.

## Systématique
Le nom correct complet (avec auteur) de ce taxon est Acanthospermum hispidum DC..
Ce taxon porte en français les noms vernaculaires ou normalisés suivants : Acanthosperme hispide,, Herbe-savane,,, Herbe tricorne,, Acanthospermum hispide.
En anglais elle est dénommée starbur bristly, goat's head, hispid starburr, starbur.
Acanthospermum hispidum a pour synonyme :
- Acanthospermum humile var. hispidum (DC.) Kuntze

Le nom de genre Acanthospermum vient du grec « akantha » : épine et de « sperma » : semence. Les bractées internes de l'involucre sont acrescentes et épineuses, enfermant chacune un akène. Ce n'est donc pas la graine qui est épineuse. L'épithète hispidum vient du latin « hispidus » : hérissé.